# 853 Nansenia
853 Nansenia este o planetă minoră ce orbitează Soarele. A fost denumită după exploratorul polar norvegian Fridtjof Nansen.